# Халанский, Андрей Иванович
Андрей Иванович Халанский (1795 или 1796 — 1864) — сенатор Российской империи; тайный советник.

## Биография
Родился в 1795 или 1796 году. Происходил из дворянского рода Холанских.
Высшее образование получил в Харьковском университете и 26 декабря 1816 года вступил в службу в канцелярию малороссийского военного губернатора, откуда спустя три года был переведен в Государственную комиссию погашения долгов при Министерстве финансов Российской империи. В 1824 году перешёл на службу в Государственную коллегию иностранных дел, но уже в декабре 1826 года снова поступил в комиссию погашения долгов, в должности правителя канцелярии, и спустя два года был назначен помощником статс-секретаря при председателе Государственного Совета России.
В 1832 году был назначен на должность делопроизводителя Высочайше утвержденного комитета о Царстве Польском, а в 1840 году был назначен исправляющим должность статс-секретаря Государственного Совета по департаменту дел Царства Польского.
С 1 января 1856 года был сенатором (одновременно с назначением произведён в тайные советники); до самой смерти присутствовал в Сенате, сначала в департаменте герольдии, а с 1857 года — в III департаменте.
Умер 28 марта (9 апреля) 1864 года. Похоронен на кладбище Новодевичья монастыря.

## Награды
За отличное исполнение возлагавшихся на него поручений и особые труды по делам Российско-Американской компании, комиссии погашения долгов и комитета о Царстве Польском Халанский неоднократно удостаивался наград:
- орден Святого Владимира 4-й степени (3.12.1823),
- орден Святой Анны 2-й степени (6.12.1826),
- императорская корона к ордену Святой Анны 2-й степени (8.01.1831),
- орден Святого Владимира 3-й степени (1835),
- орден Святого Станислава 2-й степени со звездой (1839),
- знак отличия беспорочной службы за XX лет (1839),
- орден Святого Станислава 1-й степени (1843),
- знак отличия беспорочной службы за XXV лет (1844),
- знак отличия беспорочной службы за XXX лет (1849),
- орден Святой Анны 1-й степени (1850),
- императорская корона к ордену Святой Анны 1-й степени (1853),
- знак отличия беспорочной службы за XXXV лет (1854),
- табакерка с алмазными украшениями и вензелем императора (1854),
- орден Святого Владимира 2-й степени (1862).